# Pasquale Galluppi
Pasquale Galluppi (Tropea, 2 aprile 1770 – Napoli, 13 dicembre 1846) è stato un filosofo italiano.

## Biografia
Figlio del barone Vincenzo e della nobildonna Lucrezia Galluppi, entrambi della stessa famiglia Galluppi, una delle antiche famiglie patrizie della città calabrese di Tropea.
Dopo lo studio della lingua latina, secondo il metodo di quel tempo in Tropea, nell'età di tredici anni apprese gli elementi della filosofia e della matematica alla scuola di don Giuseppe Antonio Ruffa. Trasferitosi in seguito con la famiglia in Sicilia, a Santa Lucia del Mela, compì il corso elementare di filosofia e di matematica presso il Seminario vescovile della cittadina peloritana. Intraprese dunque lo studio della teologia a Napoli, seguendo le lezioni di Francesco Conforti.
Nel 1794 sposò Barbara d'Aquino, da cui ebbe quattordici figli, otto maschi e sei femmine.
Nel 1807 pubblicò a Napoli Sull'analisi e la sintesi; durante i moti del 1820 aderì alla causa liberale sostenendo la riforma costituzionale dello Stato e protestando quindi contro l'intervento repressivo degli Austriaci. Nel 1830 si riavvicinò alla monarchia borbonica.
Dal 1831 fu titolare della cattedra di logica e di metafisica nell'Università di Napoli. Fu membro dell'Accademia Sebezia e dell'Accademia Pontaniana di Napoli, dell'Accademia degli Affatigati di Tropea, di quella del Crotalo di Catanzaro e della Florimentana di Monteleone.
Il suo merito maggiore consiste nell'avere introdotto in Italia lo studio e la conoscenza della filosofia europea, soprattutto quella kantiana: le Lettere filosofiche furono definite il primo saggio in Italia di una storia della filosofia moderna.
A Pasquale Galluppi sono dedicati il Convitto nazionale, il Liceo Classico di Catanzaro e il Liceo Classico di Tropea.

## Centro Studi Galluppiani
A Tropea, città natale di Pasquale Galluppi è attivo il Centro studi Galluppiani, associazione culturale dedita
alla ripubblicazione dell'opera omnia del filosofo e che di recente ha decretato l'ampliamento dei fini statutari, fino
ad accogliere e curare altre interessanti iniziative di notevole spessore culturale. 
Periodicamente, il Centro organizza il Congresso degli Studi Galluppiani, importante appuntamento di respiro nazionale, animato da studiosi e saggisti provenienti da tutta Italia. 
L'attuale presidente è Luciano Meligrana. Altre personalità di notevole importanza nella storia del Centro studi Galluppiani sono stati Don Francesco Pugliese e Giuseppe Lo Cane, filosofo, appassionatissimo studioso dell'opera di Galluppi.
Una vera dedizione, la sua, che non è mai venuta meno fino alla fine della sua vita. Organizzatore infaticabile di seminari, simposi e conferenze, ha cercato di far conoscere in particolar modo ai giovani il pensiero del Galluppi, favorendo la pubblicazione dell'opera inedita "La Filosofia della Matematica" la cui edizione lo ha visto anche quale curatore. Su Galluppi ha pubblicato numerosi saggi ed articoli in quotidiani e riviste specializzate.

## Onorificenze
Cavaliere del Real Ordine della Legion d'Onore (insignito da Luigi Filippo Re dei Francesi)
Cavaliere del Reale Ordine di Francesco I (insignito da Ferdinando II Re delle Due Sicilie)

### Opere
- Memoria apologetica, Napoli, pei torchi di Vincenzo Mozzola-Vocola, 1795.
- Sull'analisi e la sintesi, Napoli, presso Giuseppe Verriento, 1807.
  - Ed. moderne a cura di E. Di Carlo, Firenze, Olschki, 1935; a cura di A. Guzzo, Milano Marzorati, 1970.
- Saggio filosofico sulla critica della conoscenza, o sia analisi distinta del pensiere umano, con un esame delle più importanti questioni dell'Ideologia, del Kantismo e della Filosofia trascendentale, 6 voll., Napoli, pei torchi di Domenico Sangiacomo, 1819 (voll. I, II), Messina, presso Giuseppe Pappalardo, 1822 (vol. III), 1827 (vol. IV), 1829 (vol. V), 1832 (vol. VI).
- Elementi di filosofia, 6 tomi in 3 voll., Messina, Pappalardo, tt. I e II, 1820, tt. III-V, 1826, t. VI, 1827; t. I, Messina, Pappalardo, 1830; tt. II-V, Napoli, 1832; 3 voll., Milano, Silvestri, 1832; 6 voll., Napoli, 1834-37.
- Lettere filosofiche sulle vicende della filosofia, relativamente a' principii della conoscenza umana da Cartesio insino a Kant inclusivamente, Messina, Pappalardo, 1827.
- Lezioni di logica e di metafisica, 3 voll., Napoli, 1832-34; 5 voll.: Napoli, Tramater, 1837-41 (voll. I-IV), Napoli, Barone, 1842 (vol. V); Milano, 1840; 2 voll., Firenze, tip. della Speranza, 1841; 4 voll., Milano, Borroni e Scotti, 1845-46.
- Filosofia della volontà, 4 voll., Napoli, Giachetti, 1832-34 (voll. I-II), Tramater, 1839-40 (voll. III-IV); Napoli, Tramater, 1838-42; 3 voll., Milano, Silvestri, 1846.
- Storia della filosofia, Napoli, 1842; Opera compresa in nove capitoli a cui si aggiunge l‘Elogio funebre scritto da Errico Pessina autore del Quadro storico dei sistemi filosofici, Milano, Dalla tipografia di Gio. Silvestri, 1847, pp. XL-431.
- Autobiografia [15 agosto 1822], in F. Pietropaolo, Scritti inediti di Pasquale Galluppi, in "Rivista di filosofia scientifica", 1887, vol. VI, pp. 260–265; estratto, Milano, Dumolard, 1887, pp. 6–8; in C. Toraldo Tranfo, Saggio sulla filosofia del Galluppi e le sue relazioni col Kantismo, Napoli, Morano, 1902, pp. 29–32; in P. Galluppi, Lettere filosofiche, a cura di G. Bonafede, Palermo, E.S.A., 1974, pp. 389–391.
- Antonio Di Chicco, Pasquale Galluppi, Edizioni Giuseppe Laterza, Bari 2003.

### Epistolario
- Lettere private. Inedite e rare, a cura di Franco Ottonello, Milano, Franco Angeli, 2006 ("Filosofia e scienza nell'età moderna", Collana a cura della Sezione di Milano dell'Istituto per la storia del pensiero filosofico e scientifico moderno).